# Pheugopedius
Pheugopedius es un género de aves paseriformes perteneciente a la familia Troglodytidae que agrupa a varias especies anteriormente colocadas en el género Thryothorus. Son nativas del Neotrópico, donde se distribuyen desde el norte de México a través de América Central y del Sur hasta el centro de Bolivia y centro y sudeste de Brasil. A sus miembros se les conoce por el nombre popular de cucaracheros y también ratonas o chochines.

## Características
Las especies de este género son cucaracheros medianos, midiendo entre 13,5 y 16,5 cm. Son predominantemente rufos con varios tonos de pardo; colas barradas caracterizan la mayoría de las especies; virtualmente todos ostentan mejillas estriadas y lista superciliar blanca; muchos son de un patrón bien característico por abajo. Generalmente andan en pares y tienden a ser evasivos en la densa vegetación del sotobosque; la mayoría no se junta a bandadas mixtas para forrajear. Casi todos emiten cantos musicales ricos y maravillosos, generalmente ejecutados en dúo por la pareja. Son mucho más oídos que vistos.

## Lista de especies
Según la clasificación del Congreso Ornitológico Internacional (IOC) (Versión 5.3, 2015) y Clements Checklist 6.9, agrupa a las siguientes 12 especies, con su respectivo nombre vulgar de acuerdo a la Sociedad Española de Ornitología (SEO):
- Pheugopedius atrogularis (Salvin, 1864) - cucarachero gorginegro;
- Pheugopedius spadix Bangs, 1910 - cucarachero cabecigrís;
- Pheugopedius fasciatoventris (Lafresnaye, 1845) -  cucarachero ventrinegro;
- Pheugopedius euophrys (Sclater, 1860) -  cucarachero coliliso;
- Pheugopedius eisenmanni (Parker & O'Neill, 1985) - cucarachero inca;
- Pheugopedius genibarbis (Swainson, 1838) - cucarachero bigotudo brasileño;
- Pheugopedius mystacalis (Sclater, 1860) - cucarachero bigotudo montano;
- Pheugopedius coraya (Gmelin, 1789) - cucarachero coraya;
- Pheugopedius felix (Sclater, 1859) - cucarachero feliz, chivirín feliz;[8]
- Pheugopedius maculipectus (Lafresnaye, 1845) - cucarachero pinto, chivirín moteado;[8]
- Pheugopedius rutilus (Vieillot, 1819) - cucarachero pechirrufo;
- Pheugopedius sclateri (Taczanowski, 1879) - cucarachero jaspeado.

## Taxonomía
Anteriormente, estas especies estaban colocadas en el amplio género Thryothorus, pero datos genéticos de Barker (2003) e de Mann et al. (2006) indicaron que el mismo era polifilético y que el verdadero Thryothorus no se encuentra en Sudamérica, así recomendando resucitar los géneros sinónimos Pheugopedius y Thryophilus y el reconocimiento de un nuevo: Cantorchilus. Posteriormente, Mann et al. (2009) encontraron comportamientos vocales distintos diferenciando Pheugopedius, Thryophilus, y Cantorchilus. Las propuestas N° 408 a 411 al South American Classification Committee (SACC) fueron aprobadas y la separación en los 4 géneros implementada.